# Lijst van rijksmonumenten in Varik
De plaats Varik telt 9 inschrijvingen in het rijksmonumentenregister. Hieronder een overzicht.
| Object | Oorspronkelijke functie?  | Bouwjaar                                       | Architect     | Locatie            | Coördinaten?                  | Nr.?   | Afbeelding                              |
| --- | ------------------------- | ---------------------------------------------- | ------------- | ------------------ | ----------------------------- | ------ | --------------------------------------- |
| De neogotische Hervormde kerk, vanwege een preekstoel en een klokkenstoel met klok van Petit en Fritsen, diam. 50,5 cm                               | Vanwege onderdelen kerk   | 1660 (preekstoel) mogelijk 1880 (klokkenstoel) |               | Kerkstraat 16      | 51° 49' 37" NB, 5° 22' 24" OL | 30359  | Meer afbeeldingen                       |
| De Bol | Industrie- en poldermolen | 1867                                           |               | Waalbandijk 4      | 51° 49' 45" NB, 5° 22' 36" OL | 30360  | Meer afbeeldingen                       |
| Symmetrisch dwarshuis met zadeldak en latere dakkapel. Zijpuntgevels met vlechtingen. Deuromlijsting met hoofdgestel en levensboom in het bovenlicht | Dienstwoning              | eerste helft 19e eeuw                          |               | Waalbandijk 12     | 51° 49' 35" NB, 5° 22' 39" OL | 30361  | Meer afbeeldingen                       |
| Toren der voormalige parochiekerk | Kerk en kerkonderdeel     | 15e eeuw                                       |               | Waalbandijk 14A    | 51° 49' 34" NB, 5° 22' 39" OL | 30363  | Meer afbeeldingen                       |
| R.K. Kerk: H.H. Petrus en Paulus | Kerk en kerkonderdeel     | 1877-1879                                      | A. Tepe       | Grotestraat 21     | 51° 49' 19" NB, 5° 22' 9" OL  | 522047 | Meer afbeeldingen                       |
| Pastorie | Kerkelijke dienstwoning   | 1877-1879                                      | A. Tepe       | Grotestraat 23     | 51° 49' 19" NB, 5° 22' 9" OL  | 522048 | Meer afbeeldingen                       |
| Twee gepleisterde bruggen met gemetselde borstweringen afgesloten door een rollaag                                                                   | Brug                      | ca. 1920-1940                                  |               | Grotestraat bij 21 | 51° 49' 19" NB, 5° 22' 7" OL  | 522049 | Meer afbeeldingen                       |
| R.K. dorpsschool met onderwijzerswoning | Onderwijs en wetenschap   | 1913                                           | J. Hogenkamp  | Grotestraat 17     | 51° 49' 18" NB, 5° 22' 10" OL | 522054 | R.K. dorpsschool met onderwijzerswoning |
| Openbare dorpsschool met hek | Onderwijs en wetenschap   | 1884                                           | G.A. Scholten | Kerkstraat 14      | 51° 49' 37" NB, 5° 22' 26" OL | 522056 | Openbare dorpsschool met hek            |